# Talīm Khān
Talīm Khān (persiska: تلیم خان, Talam Khān, تلم خان) är en ort i Iran.   Den ligger i provinsen Östazarbaijan, i den nordvästra delen av landet, 400 km väster om huvudstaden Teheran. Talīm Khān ligger 1 636 meter över havet och antalet invånare är 244.
Terrängen runt Talīm Khān är kuperad åt sydost, men åt nordväst är den platt.Runt Talīm Khān är det ganska glesbefolkat, med 22 invånare per kvadratkilometer. Närmaste större samhälle är Bābā Kandī, 19,4 km norr om Talīm Khān. Trakten runt Talīm Khān består i huvudsak av gräsmarker.